# Teatro Traiano
Il Teatro Traiano di Civitavecchia (RM) si trova in Corso Centocelle ed è il principale teatro della città, costruito nella prima metà del XIX secolo, e inaugurato il 4 maggio 1844. È situato tra “Corso Centocelle” a sud, “Largo Plebiscito” a ovest e “Via Traiana” a nord, davanti al settecentesco “Palazzo del Quartierone” che ospitava al tempo la guarnigione militare di stanza nella città tirrenica, ed oggi sede del Comando della Guardia di Finanza;
Fu chiamato Traiano in onore dell'imperatore fondatore della città tirrenica.

## Storia
Civitavecchia ebbe la prima costruzione teatrale permanente nel 1786, l'edificio in questione, che venne realizzato nella parte centrale e storica della città, venne chiamato Minnozzi, dal nome del suo progettista e costruttore. Pur essendo un luogo molto frequentato, il teatro risultava scomodo e poco pratico; oltretutto la struttura era completamente in legno, il che avrebbe potuto causare incendi.
Per questi motivi si decise di realizzare un edificio più sicuro e definitivo, costruito dall'architetto Antonio De Rossi con finanziamenti comunali e con i guadagni ricavati dalla vendita dei palchi ai cittadini; ad esso fu dato il nome di Teatro Traiano in onore dell'imperatore romano che fondò la città.
È lo storico Vincenzo Annovazzi che ci informa della decisione, in occasione della venuta di Papa Gregorio XVI il 20 maggio del 1835, di sostituire il vecchio Teatro Minozzi con uno nuovo.
La visita papale fu un evento eccezionale per la comunità civitavecchiese, l'occasione di chiedere al Pontefice numerosi interventi per migliorare l'aspetto della città.
Il documento in cui si parla per la prima volta di un progetto per la costruzione del Teatro Traiano è contenuto in uno dei registri dei Consigli Comunali, datato 1837-1843, conservati presso l'Archivio Storico di Civitavecchia: si tratta di un atto consiliare che porta la data dell'11 giugno 1838.
Nell'atto si parla di un progetto di costruzione di un nuovo teatro, presentato dal Delegato Apostolico con un suo dispaccio inviato alla Magistratura di Civitavecchia, accompagnato da un indirizzo di Benedetto Blasi (autore del progetto, uomo in vista in quegli anni, consigliere di Civitavecchia, membro della Camera di Commercio di Roma che tanta parte ebbe nelle vicende del teatro locale), dalle obbligazioni degli acquirenti dei palchi.
Così lo descrive l'Annovazzi:
“La figura di perfetto ferro di cavallo lo rende armonico a sufficienza, e la sua ampiezza è tale da poter contenere mille spettatori; il grande sipario dipinto maestrevolmente ad olio dal chiaro professor Podesti rappresenta uno de' più belli fatti dell'istorie di Civitavecchia, quando cioè l'imperatore Traiano gettava le fondamenta del porto, ed offeriva sul lido stesso un sacrificio a Nettuno. Insomma il nuovo Teatro Traiano è stato meritatamente applaudito da valenti architetti, e non lascia a desiderare che un palco scenico più spazioso, ciocché però è impossibile nei limiti dall'area sulla quale è costruito il Teatro”.
Finalmente nella seduta del Consiglio Comunale del 13 giugno 1843 si decise di aprire il nuovo teatro. Fu inaugurato il 4 maggio del 1844 con la prima opera lirica Eustogia da Romano di Gaetano Donizetti.
La sua struttura era tipica dell'epoca, con un'ampia platea, quattro ordini di palchi ognuno dei quali ne conteneva ben ventitré, e un grande loggione che li dominava. Tre erano gli ingressi, uno per accedere alla sala de teatro, un altro per il botteghino e il terzo per accedere ad un comodo punto ristoro nello stesso edificio.
In linea con quello che accadeva nella maggior parte dei teatri ottocenteschi, il Teatro Traiano era stato dotato di un magnifico sipario che, salvato dalle distruzioni dell'ultimo conflitto bellico, è andato perso nel dopoguerra. Dipinto ad olio dal pittore anconetano Vincenzo Podesti, fratello del più noto Francesco, membro dell'Accademia di San Luca; il sipario, da ciò che è possibile dedurre dall'unica foto rimasta, non si apriva con il sistema a doppia divisione che rientrava ai lati del palcoscenico, ma veniva probabilmente sollevato dal basso verso l'alto: era il classico sipario a ghigliottina o alla tedesca.
Esso si rifaceva a quella tradizione della pittura storica che nel corso del XIX secolo voleva i sipari dei teatri descrittivi di particolari episodi legati alla storia della città alla quale appartenevano: il sipario del Teatro Traiano rappresentava infatti il sacrificio che, secondo la leggenda, l'imperatore Traiano aveva offerto a Nettuno durante la costruzione del porto di Centumcellae.
Il 14 maggio del 1943, poco dopo le 15,20 la città di Civitavecchia fu bombardata dalle forze aeree americane, subendo grandi danneggiamenti e molte vittime. Il teatro fu distrutto quasi completamente; si salvarono solo la facciata e i locali adiacenti, per il resto fu ricostruito in modo totalmente differente, con una piccola galleria ed una sala che poteva ospitare 1074 spettatori.
Inaugurato nuovamente nel 1948,  Il Teatro perse la sua originaria funzione e fu adibito anche a cinema, fino a che non fu chiuso per restauri nel 1978 e riaperto il 29 maggio del 1999 dopo ventuno anni di inattività.

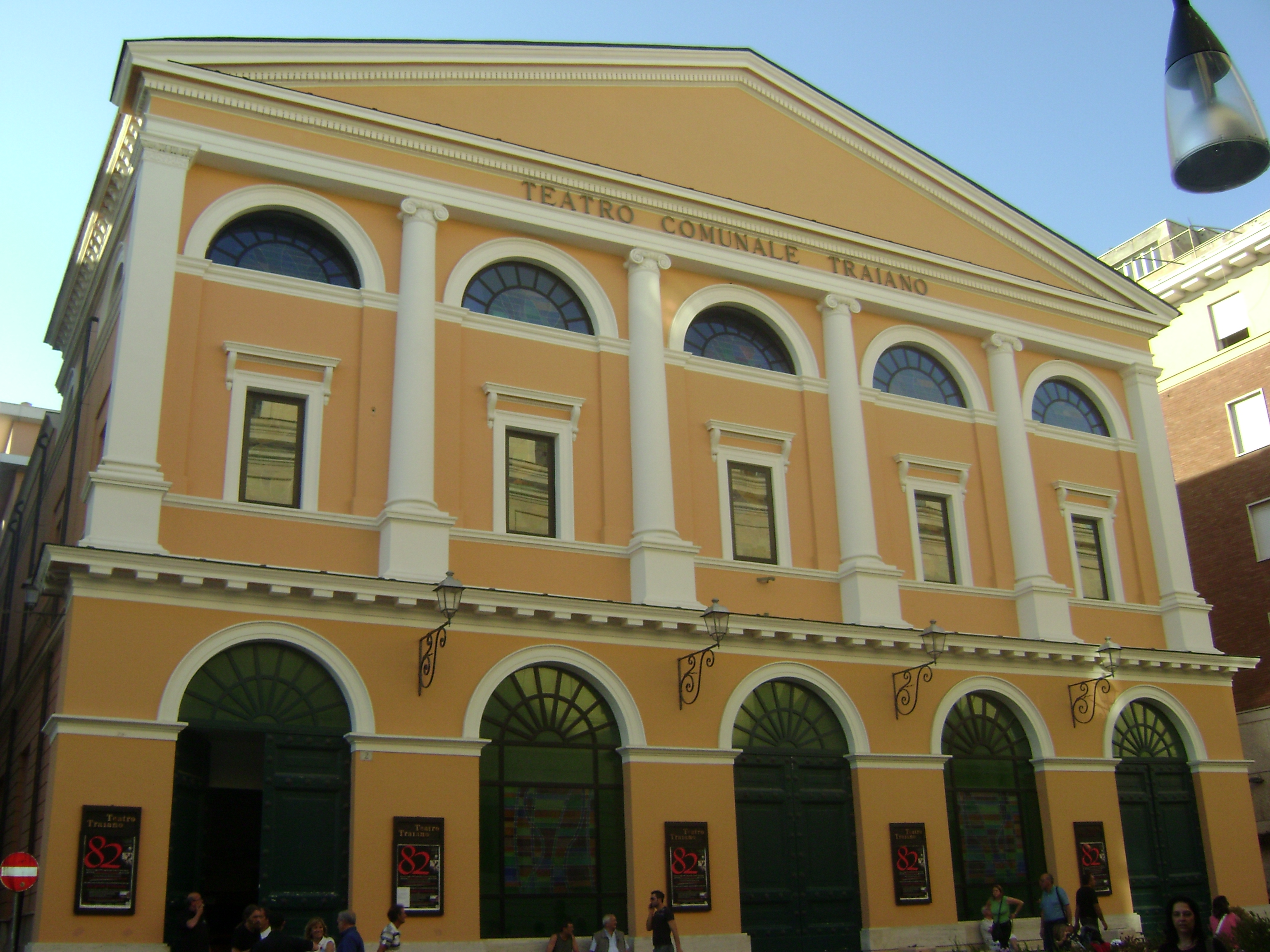
Facciata del teatro

Negli anni vi si esibirono in opere e composizioni liriche Enrico Caruso, Luciano Pavarotti, Maria Callas e in balletti o spettacoli danzanti Carla Fracci e Maria Taglioni.
Diressero l’orchestra al Traiano tra gli altri anche Verdi, Puccini, Rossini e Donizetti, i cui cognomi sono riportati insieme ad altri direttori e compositori di fama che calcarono i palchetti di questo teatro sulla volta affrescata del foyer principale.

## Dati tecnici
Capienza e suddivisione dei posti:
- Platea: 384
- Galleria: 206
- Loggione: 48
- Posti totali: 638

Servizi:
- Foyer: Si
- Guardaroba: Si
- Bar: No